# Tranzit Merkura s Marsa
Tranzit Merkura preko Sunca gledan s Marsa odvija se kada planet Merkur prolazi izravno između Sunca i Marsa, zaklanjajući mali dio Sunčevog diska. Tijekom tranzita, Merkur se s Marsa može vidjeti kao mali crni disk koji se kreće po površini Sunca.
Tranziti Merkura s Marsa otprilike su dva puta češći od tranzita Merkura sa Zemlje: ima ih nekoliko po desetljeću.

## Tranzit
Marsovi roveri Spirit i Opportunity su mogli promatrati tranzit 12. siječnja 2005. (od 14:45 UTC do 23:05 UTC); međutim jedina kamera koja je bila dostupna za to imala je nedovoljnu razlučivost. Mogli su promatrati Deimosove tranzite preko Sunca, ali pri promjeru od 2', Deimos je oko 20 puta veći od Merkurovog kutnog promjera od 6,1". Podaci o efemeridama koje je generirao JPL Horizons pokazuju da bi Opportunity mogao promatrati tranzit od početka do lokalnog zalaska sunca oko 19:23 UTC, dok bi ga Spirit mogao promatrati od lokalnog izlaska oko 19:38 UTC do kraja tranzita. Rover Curiosity promatrao je tranzit Merkura 3. lipnja 2014., što je prvi put da je bilo koji planetarni tranzit primijećen s nebeskog tijela osim sa Zemlje.
Sinodičko razdoblje Merkur-Mars iznosi 100,888 dana. Može se izračunati pomoću formule 1/(1/P-1/Q), gdje je P orbitalno razdoblje Merkura (87,969 dana), a Q je orbitalno razdoblje Marsa (686,98 dana).
Nagib Merkurove orbite u odnosu na onu na Marsu iznosi 5,16°, što je manje od njegove vrijednosti 7,00° u odnosu na Zemljinu ekliptiku.
| Tranziti 2000–2100  | Tranziti 2000–2100  | Tranziti 2000–2100 |
| ------------------- | ------------------- | ------------------ |
| 18. prosinca 2003.  | 13. srpnja 2044.    | 12. siječnja 2084. |
| 12. siječnja 2005.  | 24. svibnja 2045.   | 22. studenog 2084. |
| 23. studenog 2005.  | 8. studenog 2052.   | 9. svibnja 2092.   |
| 10. svibnja 2013.   | 3. prosinca 2053.   | 3. lipnja 2093.    |
| 3. lipnja 2014.     | 14. listopada 2054. | 14. travnja 2094.  |
| 15. travnja 2015.   | 25. travnja 2063.   |                    |
| 25. listopada 2023. | 6. ožujka 2064.     |                    |
| 5. rujna 2024.      | 27. srpnja 2073.    |                    |
| 26. siječnja 2034.  | 22. kolovoza 2074.  |                    |
| 21. veljače 2035.   | 17. prosinca 2082.  |                    |

## Istodobni tranziti
Istodobna pojava tranzita Merkura i tranzita Venere izuzetno je rijetka, ali nešto češća nego sa Zemlje, a sljedeći će se put dogoditi u godinama 18713., 19536. i 20029.
U nekoliko navrata predviđa se povezan događaj: tranzit Merkura i tranzit Venere ili tranzit Zemlje slijedit će jedan za drugim, u razmaku od samo nekoliko sati.
28. studenog 3867. uslijedit će tranzit Zemlje i Mjeseca, a dva dana kasnije tranzit Merkura. 16. siječnja 18551. godine tranziti Merkura i Venere dogodit će se u razmaku od 14 sati.